# رازبورای کوتوله
راسبورای کوتوله با نام علمی Boraras maculatus گونه ای از پرتوبالگان از تیره بوراراس است. طول آن در سن بلوغ حدود ۲ سانتیمتر است.